# Рис Смуглый
Рис Смуглый (валл. Rhys Gethin, ум. ок. 1405) — сын Грифида Младшего, который был сыном Грифида Рыжего, сына Дэвида Рыжего.
Рис Смуглый был ключевой фигурой в восстании Оуайна Глиндура. Он был его знаменосцем и главным генералом. «Смуглый» его прозвище.
Мало что известно о его жизни. У него был брат, Хивел Коэтмор, который также сыграл значительную роль в восстании. Утверждают, что они были внуками незаконнорожденного сына Дэвида ап Грифида.
Он принял участие в решающей валлийской победе в битве при Брин-Гласе в 1402 году. Он возглавил армию, которая захватила несколько замков в Южном Уэльсе. Похоже, что он был убит в битве при Пулл Мелин или в битве при Гросмонте в 1405 году.
В XX веке его имя использовалось в качестве псевдонима в заявлениях Сынов Глиндура.